# Kamień (nad Rzepedzią)
Kamień (717 m n.p.m.) – szczyt we wschodniej części Beskidu Niskiego – Pasmo Bukowicy,  nazywany też przez turystów Kamieniem nad Rzepedzią dla odróżnienia dwóch innych gór o tej samej nazwie w Beskidzie Niskim.
Przez grzbiet Kamienia przebiega Główny Szlak Beskidzki, jednak nie dociera do najwyższego punktu grzbietu, tylko schodzi z niego przy wychodniach skalnych. Skałki te są zbudowane z eoceńskich piaskowców przybyszowskich i ochronione wraz z sąsiadującym drzewostanem jako rezerwat przyrody Kamień nad Rzepedzią.

## Szlaki turystyczne
- Szlak pieszy E8: Iwonicz-Zdrój – Rymanów-Zdrój – Puławy – Tokarnia (778 m n.p.m.) – Przybyszów – Kamień (717 m n.p.m.) – Komańcza – Prełuki – Duszatyn – Jeziorka Duszatyńskie – Chryszczata (997 m n.p.m.) – Wołosań (1071 m n.p.m.) – Cisna – Połonina Caryńska – Ustrzyki Górne – Brzegi Górne – Szeroki Wierch – Halicz – Wołosate do granicy z Ukrainą.
- Szlak śladami dobrego wojaka Szwejka